# Гулбис, Марис
Ма́рис Гу́лбис (латыш. Māris Gulbis; род. 23 сентября 1971 года, Кулдига) — латвийский государственный деятель. Министр внутренних дел Латвии (2002—2004 гг.), депутат Сейма Латвии (2002—2006 гг.)

## Образование
Обучался в Лиепайской средней школе № 1 и Рижской средней школе № 64.
В 1994 году окончил Юридический факультет Латвийского университета. Изучал экономические науки в Австрии, Германии и Чехии.

## Карьера
Работал на латвийском радио и телевидении.
В 1990—1991 годах — помощник адвоката в бюро «Bļugers un Plaude».
В 1992 году — юрист в адвокатском бюро «Lana».
В 1992—1994 годах — директор фонда «Transfer Stiftung Marktwitrschaft Lettland».
С 1995 года возглавляет общественный фонд «Родина» и входит в совет директоров Агентства недвижимости (VNĪA).
В 2002—2004 годах — Министр внутренних дел Латвии.
В 2002—2006 годах — депутат 8-го Сейма Латвии.
Состоял в партиях «Латвийский путь», «Новое время» и «Новые демократы».